# Charanyca fringsii
Charanyca fringsii là một loài bướm đêm trong họ Noctuidae.